# Udu-miudinho
Momoto-anão, udu-miudinho ou juruva-anã (Hylomanes momotula) é uma espécie de ave da família Momotidae. É monotípico dentro do género Hylomanes. Ocorre em uma grande parte da América Central e norte da América do Sul. É o menor representante da família dos momotídeos.

## Subespécies
As seguintes subespécies são reconhecidas:
- H. momotula momotula Lichtenstein, 1839: ocorre na encosta caribenha do México (Veracruz) até Honduras.
- H. momotula chiapensis Brodkorb, 1938: ocorre na costa do Pacífico no sul do México (Chiapas).
- H. momotula obscurus Nelson, 1911: ocorre do nordeste da Costa Rica até o extremo nordeste da Colômbia.

## Descrição
O udu-miudinho possui 16,5 a 18,0 cm de comprimento. Os machos pesam 27 a 33 g e as fêmeas 25 a 30 g. É de longe o menor momotídeo, e se assemelha às todas (família Todidae) do Caribe. A subespécie nominal tem uma coroa verde, um pescoço ruivo e costas verdes. Tem um supercílio azul e uma máscara preta com uma faixa branca abaixo dela. Tem uma garganta branca, um peito esverdeado com estrias claras e uma barriga branca. As outras duas subespécies são semelhantes, porém mais escuras, e M. m. obscurus também tem menos branco na garganta.

## Distribuição e hábitat
Distribui-se do sul do México até a América Central e a Colômbia. É encontrado de Veracruz e Oaxaca no leste e sul do México, passando por Honduras, Belize, Guatemala e El Salvador, pelo menos até a Nicarágua e possivelmente na Panamá e noroeste da Colômbia. O udu-miúdinho habita florestas úmidas perenes do nível do mar a 1.850 m de altitude. É especialmente parcial para ravinas.

## Comportamento

### Alimentação
A dieta dessa espécie inclui insetos, aranhas e caracóis. Ao contrário da maioria dos outros momotídeos, não foi registrado alimentando-se de frutas. Apanha presas da vegetação enquanto voa e também captura borboletas e libélulas.

### Reprodução
A fenologia reprodutiva do udu-miudinho é praticamente desconhecida. Em Belize, um adulto foi visto carregando comida em junho e um adulto e um filhote foram avistados no início de julho. Um filhote foi coletado na Guatemala em junho. No departamento de Chocó, Colômbia, uma fêmea em postura foi coletada em fevereiro, e no departamento de Antioquia uma fêmea em condição de reprodução foi coletada em maio. O ninho ainda não foi registrado.

### Vocalização
Uma das vocalizações do udu-miudinho é um "quah-quah-quah-quah..." ressonante, carregado e de tom áspero. A outra vocalização é um "udu!" alto e penetrante, que nomeia comumente a família dos momotídeos.